# Engelbert Zaschka
Engelbert Zaschka, född 1 september 1895 i Freiburg im Breisgau, Tyskland, död 26 juni 1955 i Freiburg im Breisgau,  var en tysk ingenjör och en av de första tyska helikopterpionjärerna. 
Zaschka var även en framträdande representant för det "roterande flygplanet", en klass av rotorfarkostsystem - enligt Zaschka. Åren 1928/1929 utvecklade och konstruerade Zaschka den första hopfällbara och vikbara lilla bilen och 1934 ett tidigt muskeldrivet flygplan.

## Biografi
Zaschka kom från en familj av musiker, hans far Wenzel undervisade cittra och spelade i Freiburg Stadsorkester, hans mor Emilie, född Rombach, var sångerska. Han var det näst äldsta av fyra barn. Vid 14 års ålder ansökte han om sitt första patent, grundade en "amatörflygklubb" i Freiburg-Wiehre och påstås ha gjort sina första flygförsök på Freiburg slottsberg. Efter att ha gått i "Höhere Bürgerschule" i Freiburg flyttade han till Altenburg för att studera ingenjörsvetenskap. Därefter arbetade han som ingenjör på Rheinmetall i Düsseldorf men flyttade 1916 till Berlin. Där arbetade han som chefsdesigner på Orion Aktiengesellschaft für Motorfahrzeuge. Under 1930- och 1940-talen var Zaschka anställd av flygplanstillverkaren Henschel. Efter andra världskriget bosatte han sig igen i Freiburg im Breisgau, där han drev en verkstad (Zaschka fordonsfabrik). Zaschka avled den 26 juni 1955 i sin hemstad. 

## Tekniskt arbete
Zaschka blev en av de första tyska helikopterpionjärerna. Hans maskin är en slående representant för rotorflygplan (Zaschka kallar den "roterande flygplan"). Zaschka förverkligade 1929 i Berlin, förslaget om den vikbara Zaschkatrehjulingen. Detta stadsbilskoncept syftade till att vara kostnadseffektivt och utrymmesbesparande genom att fordonet kunde vikas samman efter användning. År 1934 färdigställde han ett stort människodrivet flygplan. Han var dock främst en uppfinnare som hade många internationella patent relaterade till helikoptern. 

### Zaschkas helikopter

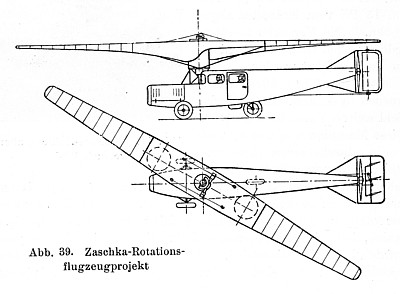
Zaschka-rotationsflygplan

År 1927 byggde Zaschka en helikopter som utrustas med två rotorer, där ett gyroskop användes för att öka stabilitet och tjäna som en energiackumulator för en glidande landning, vilket i detta fall innebar en rak nedstigning. Han ville utveckla en effektiv propellerdrivning. En svängbar propeller baktill gav framdrivning och roderstyrning. Maskinen var en kombination av en autogyro och en helikopter. Den största fördelen med maskinen, säger Zaschka, är dess förmåga att förbli orörlig i luften under vilken tid som helst och att gå ner i vertikalled, så att en landning till exempel kan ske på det platta taket på ett stort hus. I utseende skiljer sig helikoptern inte mycket från det vanliga monoplanet, men de bärande vingarna roterar över flygkroppen.

### Zaschkas människodrivna flygplan

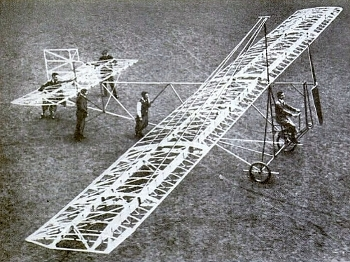
Zaschka muskeldrivna flygplan, Berlin 1934

År 1934 färdigställde Zaschka ett stort människodrivet flygplan, Zaschka Human-Power Aircraft. Han byggde upp monoplanet med en smal vinge som sträckte sig över cirka 20 meter. Den 11 juli 1934 flög han sitt flygplan cirka 20 meter på Tempelhofs flygplats i Berlin utan assisterad start.

### Motorcykel:Den tyska orionetten (1921-1925)
Från 1921 till 1925 producerade konstruktionsavdelningen vid Orionette AG für Motorfahrzeuge i Berlin, ledd av Zaschka, också några intressanta oorthodoxa modeller. Orionette är ett tyskt motorcykelmärke.

### Vikbar Zaschka Trehjuling (1929)

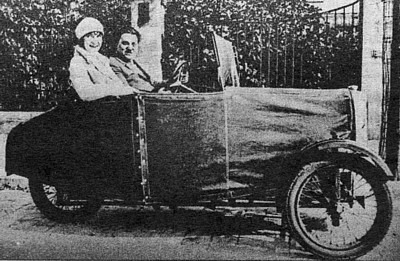
Vikbar stadsbil: Zaschka Trehjulig bil, 1929

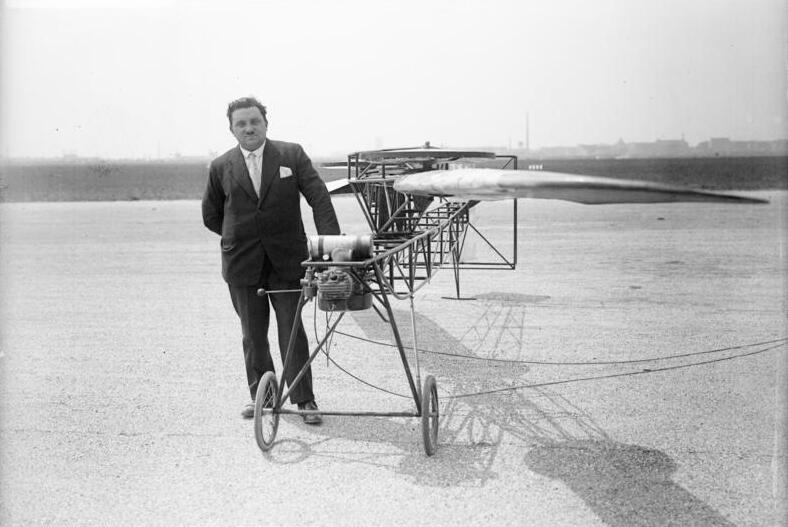
Zaschka med model av gyroplanet, 1928

Utrymmes- och parkeringsproblem i storstadsområdena kunde noteras på 1920-talet. År 1929 uppfann Zaschka en trehjulig bil i Berlin. Zaschkas bil var en vikbar trehjuling, utformad så att den kunde tas isär på 20 minuter. Bilen kan "slås ihop" i tre huvudavsnitt. Den kunde uppnå en hastighet av 40 till 50 km/t. Egenskaper hos Zaschkas bil var viktiga för den amerikanske uppfinnaren och arkitekten Richard Buckminster Fuller vid utvecklingen av hans Dymaxion bil 1933.

## Patent
- DE 573961 „Hubschraubenflugzeug“ issue date June 19, 1926
- GB 272962 „Improvements in or relating to Helicopter Flying Machines“ issue date June 20, 1927
- US 1779524 „Helicopter“ issue date June 29, 1927
- DE 512513 „Triebwerk fuer Maschinen mit hin und her gehenden Kolben, deren Pleuelstangen durch auf der Triebwelle sitzende Exzenterscheiben betaetigt werden“ issue date November 12, 1927
- US 1944052 „Portable power plant.“ issue date April 21, 1930
- FR 1019111 „Bicyclette.“ issue date May 26, 1950.